# Hydropsyche maniemensis
Hydropsyche maniemensis är en nattsländeart som beskrevs av G. Marlier 1961. Hydropsyche maniemensis ingår i släktet Hydropsyche och familjen ryssjenattsländor. Inga underarter finns listade i Catalogue of Life.